# Tomicodon prodomus
Tomicodon prodomus är en fiskart som beskrevs av Briggs, 1969. Tomicodon prodomus ingår i släktet Tomicodon och familjen dubbelsugarfiskar. IUCN kategoriserar arten globalt som otillräckligt studerad. Inga underarter finns listade i Catalogue of Life.